# Florbal Chodov
Florbal Chodov ist die Floorballabteilung des tschechischen Sportvereins TJ JM Chodov aus dem Prager Stadtteil Chodov (Prag). Die Unihockey-Abteilung wurde 1991 gegründet. Heute sind im Verein mehr als 500 Spieler und vier Dutzend Trainer tätig. Das Team trug seine Heimspiele zunächst in der Chodovská hala aus, seit 2010 ist das Team in der Sportovní hale Jižní Město zuhause. Die Herrenmannschaft wurde 2016 und 2017 tschechischer Meister.
Die Damenmannschaft wurde 2004 gegründet und spielt ebenfalls in der höchsten Liga, der ČEZ Extraliga. Sie wurde 2015 Meister sowie dreimal Pokalsieger, zuletzt 2024. Beim Floorball Champions Cup 2025, dem Floorball-Europapokal, erreichte Chodov erstmals das Halbfinale.

## Erfolge
- Meister (Herren): 2016, 2017
- Meister (Damen): 2015
- Pokalsieger (Damen): 2016, 2020, 2024